# HD 120420
HD 120420，又名BD+31 2547，SAO 63760、HR 5195，是一颗恒星，视星等为5.62，位于銀經54.35，銀緯76.88，其B1900.0坐标为赤經13h 44m 8s，赤緯+31° 76.88′ 13″。